# Finn Reynolds
Finn Reynolds (* 4. Januar 2000 in Hastings) ist ein neuseeländischer Tennisspieler.

## Karriere
Reynolds spielte bis 2017 auf der ITF Junior Tour. In der Jugend-Rangliste erreichte er mit Rang 83 seine höchste Notierung. Seine einzige Teilnahme bei einem Grand-Slam-Turnier verbuchte er 2017 bei den Australian Open. Im Einzel schied er in der ersten Runde aus, im Doppel überraschte er an der Seite von Duarte Vale die Konkurrenz und erreichte das Finale. Dort verloren sie gegen Hsu Yu-hsiou und Zhao Lingxi. Im Halbfinale hatten sie die Nummer 1 der Setzliste geschlagen. Reynolds war der erste Junior-Finalist aus Neuseeland seit 1993.
Seine ersten zwei Profiturniere spielte Reynolds 2017 und 2018, verlor dort aber jeweils zum Auftakt. 2021 gab er sein Debüt für die neuseeländische Davis-Cup-Mannschaft in der Begegnung gegen Südkorea. Er verlor sein Einzelmatch gegen Kwon Soon-woo. Von 2018 bis 2022 absolvierte Reynolds ein Studium an der University of Mississippi im Fach Anglizistik. Während des Studiums spielte er auch College Tennis. In der zweiten Hälfte von 2022 stieg er wieder ins Turniergeschehen ein. Auf der drittklassigen ITF Future Tour zog er im Einzel zweimal ins Halbfinale ein, während er im Doppel vier Titel gewann. Am Jahresende stand er damit auf Platz 743 im Doppel, während er im Einzel noch nicht den Einzug unter die Top 1000 schaffte. Anfang 2023 stieg er im Doppel bis Platz 642. Für das ATP-Tour-Event in Auckland bekam er eine Wildcard sowohl für die Einzel-Qualifikation, wo er gegen João Sousa verlor als auch für die Doppelkonkurrenz. Bei letzterer überraschte er mit seinem Landsmann Ajeet Rai und konnte einen Satz gegen das kroatische Spitzendoppel aus Nikola Mektić und Mate Pavić gewinnen, die später auch das Turnier gewannen.

## Erfolge
| Legende (Anzahl der Siege) |
| Grand Slam                 |
| ATP Finals                 |
| ATP Tour Masters 1000      |
| ATP Tour 500               |
| ATP Tour 250               |
| ATP Challenger Tour (5)    |

### Doppel

#### Turniersiege
| Nr. | Datum           | Turnier | Belag     | Partner     | Finalgegner                            | Ergebnis          |
| --- | --------------- | ------- | --------- | ----------- | -------------------------------------- | ----------------- |
| 1.  | 29. Juni 2024   | Ibagué  | Sand      | Matías Soto | Leonardo Aboian Valerio Aboian         | 6:4, 4:6, [10:7]  |
| 2.  | 10. August 2024 | Bogotá  | Sand      | Matías Soto | Benjamin Lock João Lucas Reis da Silva | 6:3, 6:4          |
| 3.  | 7. Juni 2025    | Tyler   | Hartplatz | James Watt  | Álex Martínez Adrià Soriano Barrera    | 6:3, 6:1          |
| 4.  | 5. Juli 2025    | Cary    | Hartplatz | James Watt  | Patrick Harper Trey Hilderbrand        | 6:3, 6:72, [10:5] |
| 5.  | 19. Juli 2025   | Granby  | Hartplatz | James Watt  | Kody Pearson Yūta Shimizu              | 6:3, 6:4          |